# Centro Asociado de la UNED en Tudela
El Centro Asociado de la UNED en Tudela, también conocido simplemente como UNED Tudela, es un centro de la Universidad Nacional de Educación a Distancia situado en la ciudad española de Tudela (Navarra). Forma parte del Campus Nordeste de la UNED. Es una de las tres universidades con sede en Navarra, junto con la Universidad de Navarra y la Universidad Pública de Navarra, y uno de los dos centros asociados de esta comunidad junto al Centro Asociado de la UNED en Pamplona.

## Historia
La UNED comenzó su andadura  en Tudela el 16 de enero de 1989 como extensión del centro UNED de Navarra en los locales de la Escuela Técnica Técnica Industrial, sita en la Plaza de San Juan. 
Contaba con 21 profesores y las titulaciones de Derecho y Psicología, además del Curso de Acceso a la Universidad. El número de alumnos era levemente superior a un centenar.
Desde el 17 de noviembre de 1993 su sede se situó en el Palacio del Marqués de San Adrián, en la Calle Magallón, anexo al edificio de la Escuela Oficial de Idiomas de Tudela. 
Debido a su evolución y crecimiento y ante las demandas de estudiantes y docentes, el Gobierno de Navarra y el Ayuntamiento de Tudela propusieron durante el curso académico 1997-1998 a la Sede central de la UNED convertir la entonces Extensión de Tudela en un Centro Asociado independiente. Esto sucedió, finalmente el 20 de octubre de 1998. 
A partir de ese momento, el órgano máximo de gobierno pasó a ser una junta rectora, compuesta por representantes de estas dos instituciones, de la Sede Central de la UNED, de profesores-tutores, del personal de administración y servicios y de los alumnos, junto con miembros del equipo directivo.
Tras el oportuno concurso de méritos, fue nombrado director es Luis Jesús Fernández Rodríguez, que tomó posesión del cargo el 1 de noviembre de 1998 .
Gracias a esta independencia del Centro de Pamplona, Navarra pasó a ser la única provincia de España que alberga dos centros asociados independientes. 

## Oferta educativa
El centro cuenta en 2023 con más de 50 profesores-tutores, que tutorizan los siguientes grados universitarios:
Artes y Humanidades, Antropología Social y Cultural, Historia del Arte, Geografía e Historia, Estudios Ingleses: Lengua, Literatura y Cultura, Ciencias de la Salud, Psicología, Ciencias Sociales y Jurídicas, Administración y Dirección de Empresas, Economía, Derecho, Ciencias Jurídicas de las Administraciones Públicas, Turismo, Educación Social, Ingeniería y Arquitectura, Ingeniería Informática, Ingeniería en Tecnologías de la Información, Lengua y Literatura Española, Filosofía, Ciencias Ambientales, Física, Matemáticas, Química, Ciencia Política y de la Administración, Criminología, Pedagogía, Sociología, Trabajo Social, Ingeniería y Arquitectura, Ingeniería Electrónica Industrial y automática, Ingeniería Eléctrica, Ingeniería Tecnologías industriales, Ingeniería Mecánica.
Su oferta se incrementa con microgrados, grados combinados, postgrados y varios másteres, además del Curso de Acceso a la Universidad para mayores de 25 y 45 años.
El centro destaca especialmente por su actividad de extensión universitaria y la organización de cursos de verano, así como la realización desde 2010 del programa de UNED Sapientia, para mayores de 55 años.

## Estudiantes
La evolución de matriculaciones es importante: desde poco más de un centenar en 1993 hasta alcanzar 14.270 matrículas en 2023.
El número de matrículas total desde 1998 hasta el curso 2022-23, es de 108.421 y se reparten del siguiente modo:
- Grado/Microgrado: 13.853
- Curso de acceso para mayores de 25 y 45 años: 1616
- Extensión Universitaria: 60.404
- Cursos de Verano: 30.005
- Masteres y Doctorado: 627
- Centro Universitario de Idiomas a Distancia: 1.906

## Especialización en Gestión de Calidad
Desde el año 2009 se creó la Cátedra de Calidad denominada "Ciudad de Tudela". Ésta ha sido la primera cátedra de la UNED localizada fuera de la sede central (Madrid), hasta que diez años después otros centros empezaron a crearlas.
El Centro, está avalado por una amplia y reconocida trayectoria en la aplicación de modelos de excelencia en la gestión, tanto el EFQM —que le ha llevado a lograr el Sello de Calidad Europea 500+ en 2014, junto con el Premio Navarro a la Excelencia de esa edición—, como el modelo de la Fundación Iberoamericana para la Gestión de la Calidad (FUNDIBEQ) —que le ha supuesto recibir por dos veces el mayor reconocimiento a la excelencia en la gestión otorgado a una organización a nivel iberoamericano: el Premio Oro Iberoamericano de Calidad, adscrito a la Cumbre iberoamericana de Jefes de Estado y Gobierno. En el año 2017 fue recibido dicho galardón  por su director de manos del presidente de la República Dominicana, Danilo Medina— y en el 2022, en manos de varios jefes de Estado en la XXVIII Cumbre Iberoamericana, celebrada también en Santo Domingo.
Esta experiencia en gestión de calidad, ha hecho también que el centro de la UNED de Tudela sea, desde junio de 2013, la entidad certificadora de la Agencia Nacional de Evaluación de la Calidad y Acreditación (ANECA) para el Sistema de garantia interna de los Centros Asociados de la UNED. Tal hito implica que, a través de la Cátedra, en Tudela se audita y certifica la implantación de sistemas de garantía interna de calidad en la gestión en el resto de Centros Asociados de la UNED. 
Desde 2022, la cátedra, financiada fundamentalmente por el Ayuntamiento de Tudela, deja de certificar a los Centros Asociados, para pasar a hacerlo el departamento de qGestion, de la propia UNED de Tudela, como medio propio de la Universidad Nacional de Educación a Distancia.

## Especialización en desarrollo tecnológico
Por otro lado, se creó en 2009 un centro tecnológico (qInnova).
En él se desarrollan y mantienen aplicaciones de gestión propias que en varias ocasiones han sido adoptadas en todo el ámbito estatal de centros asociados. Convertido también en medio propio en 2022, da servicio a más de 400 entidades y cerca de 800.000 usuarios.

## Premios y reconocimientos
- 2009 Premio IT World Edu. Barcelona
- 2013 Certificación ANECA, como entidad certificadora. Madrid
- 2014  UNESCO  Sello de Calidad Europea 500+ (EFQM). XIV Premio Navarro a la Excelencia.[4]Pamplona
- 2017 y 2022 Premio Oro Iberoamericano de Calidad (FUNDIBEQ).[5]Santo Domingo, República Dominicana
- 2023. Premios WSIS 2023 (World Summit on the Information Society Prizes) UNESCO (Ginebra), como  Campeón dentro de la categoría ALC4 "Creación de Capacidad". Ginebra